# Ágios Athanásios (Phocide)
Ágios Athanásios (grec moderne : Άγιος Αθανάσιος) est un îlot, ainsi qu'une localité, situés dans le dème de Delphes, dans le district régional de Phocide, dans la périphérie de Grèce-Centrale, en Grèce.
Selon le recensement de 2021, la localité ne compte aucun habitant.